# Bagoly-köd
A Bagoly-köd (M97, NGC 3587) egy planetáris köd a Nagy Medve csillagképben, Pierre Méchain fedezte fel 1781-ben, Charles Messier pedig M 97 számon katalogizálta. A Bagoly-köd 2600 fényévnyire található, és összetett szerkezetű planetáris ködnek számít. A központi csillaga 16m látszólagos fényességű, amely 0,7 naptömegű. A köd maga kb. 0,15 naptömegnyi anyagot tartalmaz és mintegy 6000 éve alakult ki. Nevét Lord Rosse adta neki; mert az alakja egy bagoly fejére emlékeztet, ahol a két kerek, sötét folt a szemeknek felel meg.

## Megfigyelése
Alacsony felületi fényessége miatt kis távcsövekkel nehezen látható, de fényképfelvételeken megjelennek a bagoly „szemei” is.
- Rektaszcenzió: 11h 14m 48,00s
- Deklináció: +55° 01’ 00,0”
- Látszólagos fényesség: 9,9m
- Látszólagos kiterjedés: 3,4’ × 3,3’